# Дубравица (Завидовићи)
Дубравица је насељено мјесто у Босни и Херцеговини у општини Завидовићи које административно припада Федерацији Босне и Херцеговине. Према попису становништва из 1991. у насељу је живјело 1.555 становника.

## Становништво
| Националност       | 1991.        | 1981.        | 1971.        |
| Муслимани          | 929 (59,74%) | 654 (65,53%) | 666 (67,88%) |
| Хрвати             | 395 (25,40%) | 274 (27,45%) | 248 (25,28%) |
| Срби               | 138 (8,87%)  | 44 (4,40%)   | 58 (5,91%)   |
| Југословени        | 55 (3,53%)   | 24 (2,40%)   | 5 (0,50%)    |
| остали и непознато | 38 (2,44%)   | 2 (0,20%)    | 4 (0,40%)    |
| Укупно             | 1.555        | 998          | 981          |